# Steven Dendoe
Stephanus (Steven) Dendoe (Suriname, 1956)  is een Surinaams ex-militair. Wegens zijn betrokkenheid bij de Decembermoorden van 8 december 1982 werd hij in 2019 tot tien jaar gevangenisstraf veroordeeld.

## Biografie

### Sergeantencoup
Dendoe was een van de zestien coupplegers van de militaire staatsgreep in Suriname van 25 februari 1980, de zogeheten Sergeantencoup. Hij was tevens betrokken bij de Decembermoorden in 1982. Zelf beweerde hij echter destijds op familiebezoek te zijn geweest.

### Drugshandel
Later was Dendoe betrokken bij diverse illegale financiële transacties van Desi Bouterse en de doorvoer van drugs in Suriname. Hij was in de jaren tachtig vice-consul van Suriname in Miami in Florida. Het postadres van het consulaat was het ontvangstadres voor grote sommen geld. Tussen 1987 en 1989 ontving Dendoe op zijn naam geadresseerde overboekingen van bijna drie miljoen dollar in totaal. Dit geld sluisde hij vervolgens door via de South East Bank in Miami naar privérekeningen van Surinaamse militairen.

### Decembermoorden
Dendoe was een van de 25 verdachten in het proces inzake de Decembermoorden, dat in 2007 begon. Hij ontkende zijn betrokkenheid en beweerde dat hij destijds in Oost-Suriname op familiebezoek was. Als afstammeling van de Marrons zou hij zich bovendien nooit met moorden inlaten; bang dat zijn familie dan zou worden getroffen door een kunu (vloek). Op 29 juni 2017 eiste auditeur-militair Roy Elgin twintig jaar gevangenisstraf, de maximumstraf voor moord. Er zou wettig en overtuigend bewijs zijn dat Dendoe ten tijde van de moorden aanwezig was in Fort Zeelandia; volgens twee getuigenverklaringen was hij er destijds gezien. De aanklager noemde het kunu-argument ongeloofwaardig; Dendoe zou diverse malen hebben verklaard christen te zijn.

Op 30 april 2018 vroeg advocaat Irwin Kanhai vrijspraak voor Dendoe en diens mede-verdachten Iwan Dijksteel en Ernst Gefferie.
Op 29 november 2019 werd Dendoe door de Surinaamse krijgsraad tot tien jaar gevangenisstraf veroordeeld. Het vonnis werd op 20 december 2023 tijdens het hoger beroep bevestigd. Op 29 oktober werd hij door waarnemend president Ronnie Brunswijk in de ziekenboeg bezocht, waar hij met de twee mede-veroordeelden Benny Brondenstein en Ernst Gefferie verblijft.